# Melodifestivalen 1973

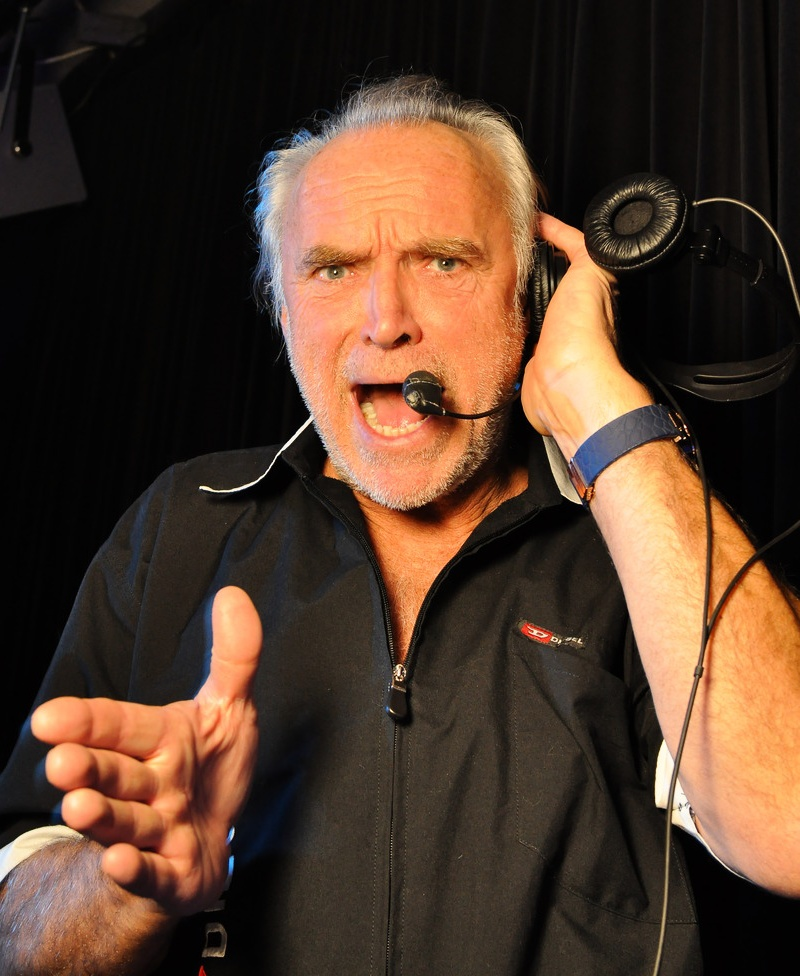
Clabbe - Músico, personalidad de radio y DJ sueco

La edición de 1973 del Melodifestivalen fue retransmitida el 10 de febrero desde el Estudio 1 en Estocolmo. La presentadora fue Alice Lundberg, y el director de orquesta Lars Samuelson. 

## Resultados
1. Malta - "Sommaren som aldrig säger nej", 37 ptos.
2. Ann-Kristin Hedmark - "I våran värld", 29 ptos.
3. ABBA - "Ring-Ring", 8 ptos.
4. Ted Gärdestad - "Oh vilken härlig dag", 7 ptos.
5. Glenmarks - "En liten sång som alla andra", 7 ptos.
6. Lill-Babs - "Avsked från en vän", 7 ptos.
7. Lars Berghagen - "Ding-dong", 7 ptos.
8. Claes-Göran Hederström - "Historien om en vän", 1 pto.
9. Inga-Lill Nilsson - "En frusen ros", 0 ptos.
10. Kerstin Aulén y Mona Wessman - "Helledudane en sån karl", 0 ptos.

Malta participaría bajo el nombre de Nova en la edición de ese año del Festival de la Canción de Eurovisión para evitar cualquier confusión con el país del mismo nombre.